# Borków (Kielce)
Pour les articles homonymes, voir Borków.
Borków est une localité polonaise de la gmina de Daleszyce, située dans le powiat de Kielce en voïvodie de Sainte-Croix.